# Anton Weber (Politiker, 1890)
Anton Weber (* 31. Oktober 1890 in Horchheim, Landkreis Koblenz; † 24. Februar 1969 in West-Berlin) war ein deutscher Politiker (Zentrum, CDU).
Weber war Sohn eines Eisenbahners und besuchte eine Volksschule. Er machte eine Lehre als Vermessungstechniker bei der Deutschen Reichsbahn und arbeitete ab 1910 bei der Reichsbahndirektion Essen. 1912 bis 1914 leistete er erst seinen Militärdienst ab und wurde durch den Beginn des Ersten Weltkriegs sofort eingezogen. Nach dem Krieg arbeitete Weber bei der Reichsbahndirektion Berlin.
In der Weimarer Republik trat Weber 1920 der Deutschen Zentrumspartei bei und wurde 1928 in die Bezirksversammlung des Bezirks Lichtenberg gewählt. In der Zeit des Nationalsozialismus arbeitete er bis zum Ende des Zweiten Weltkriegs bei der Deutschen Reichsbahn.
Nach dem Zweiten Weltkrieg trat Weber 1945 der CDU bei und wurde sofort Vorsitzender der CDU Lichtenberg. Bei der ersten Berliner Wahl 1946 wurde er in die Berliner Stadtverordnetenversammlung gewählt, der er bis 1950 angehörte. Da die Sowjetische Kommandantur 1948 Weber seines Dienstes enthoben hatte, wechselte er nach West-Berlin zu einer ähnlichen Stelle der Berliner Verkehrsbetriebe (BVG). 1952 wurde er Geschäftsführer der CDU-Fraktion im Abgeordnetenhaus von Berlin. Bei der Berliner Wahl 1954 wurde er in das Abgeordnetenhaus gewählt. Bei der Berliner Wahl 1958 kam er zunächst nicht zum Zuge, da aber Gerhard Schulze als Bezirksstadtrat des Bezirks Kreuzberg gewählt wurde, konnte Weber im Februar 1959 nachrücken. 1967 schied er aus Altersgründen aus dem Parlament aus.

## Ehrungen

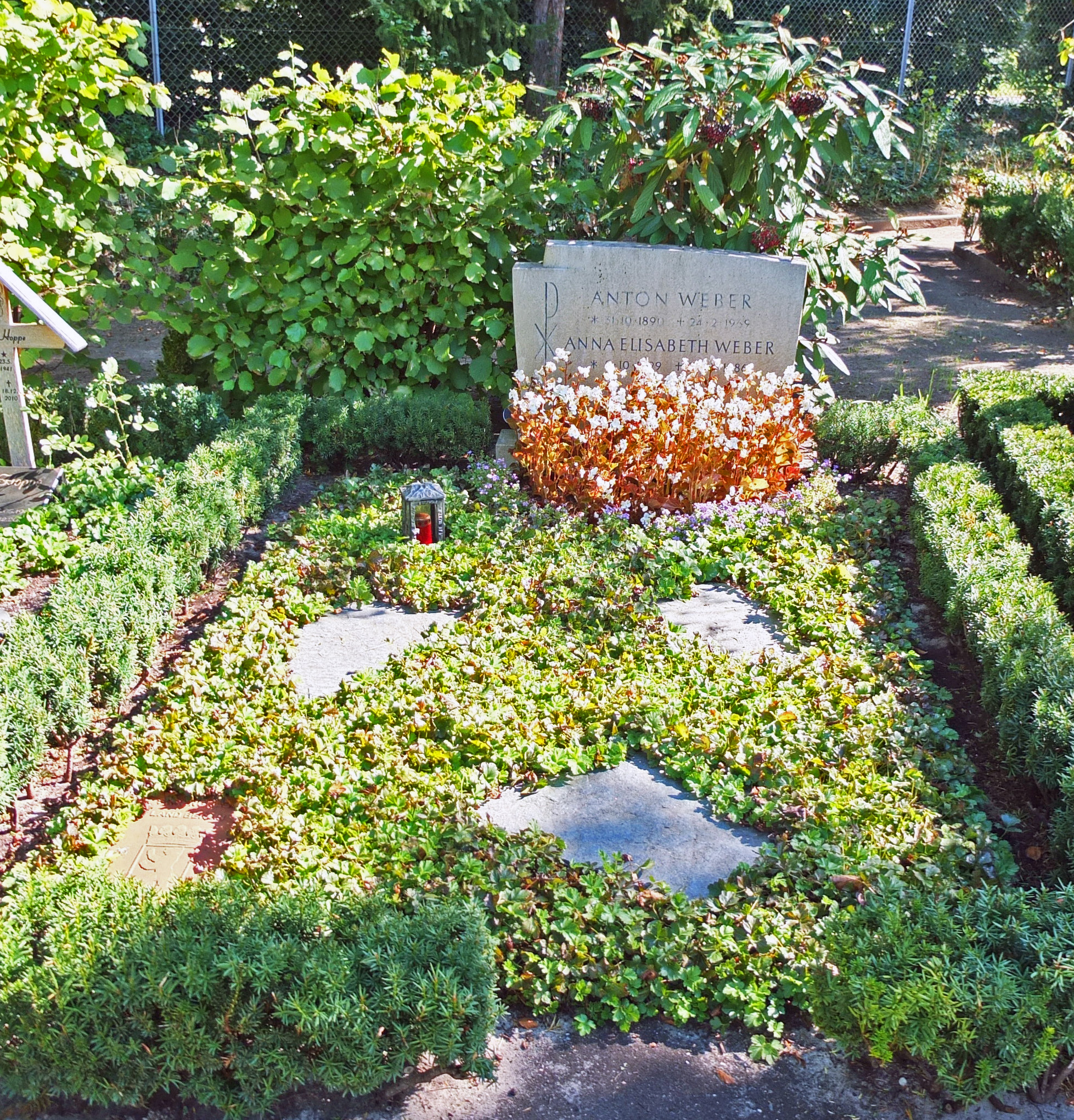
Grabstätte

Zu seinem 70. Geburtstag 1960 wurde Weber die Ehre des Stadtältesten von Berlin verliehen. 1965 erhielt er das Bundesverdienstkreuz 1. Klasse. Nach seinem Tod wurde am Friedhof Zehlendorf ein Ehrengrab für ihn eingerichtet.